# Altadis
Altadis S.A. és un grup multinacional del sector del tabac i de la distribució, nascut de la fusió de l'espanyola Tabacalera i de la francesa SEITA l'any 1999. Altadis és actualment el tercer fabricant de cigarrets a Europa.
El mercat del tabac compta amb pocs grans actors internacionals. Disposa d'una cartera de marques prestigioses d'Habans gràcies a la seva participació del 50% en l'empresa Corporación Habanos, adquirida el mateix 1999. A Espanya la seva unitat de negoci principal es troba amenaçada per les "lleis antitabac" que el govern i les Comunitats autònomes van desenvolupar, per les quals es restringeixen els llocs en els quals està permès fumar. Així, Altadis, inverteix recursos en altres activitats alternatives al tabac en el seu procés de diversificació.

## Organització
Es compon de tres divisions principals, les dues primeres de fabricació i la tercera de distribució i logística: 
- cigarretes: les marques principals de la qual són Gauloises, Fortuna, Gitanes, Ducados, Nobel, Royale, Amsterdamer.
- Cigars: Cohias, Montecristo, Partagás, Don Diego, Romeo i Julieta, Longchamp, Vegafina.
- Distribució: amb les filials Logista S.A., Nacex, Integra2, Logesta i altres, per a la distribució de labors de tabac, segells, productes farmacèutics, publicacions i llibres, paquetería i logística promocional.